# Parkieae
Parkieae és una tribu de plantes amb flor de la subfamília Mimosoideae inclosa dins de la família Fabaceae.

## Gèneres
- Parkia
- Pentaclethra